# Weronika Sergejewna Stepanowa
Weronika Sergejewna Stepanowa (russisch Вероника Сергеевна Степанова, wiss. Transliteration Veronika Sergeevna Stepanova; * 4. Januar 2001 in Jelisowo) ist eine russische Skilangläuferin.

## Werdegang
Stepanowa startete im November 2017 in Werschina Tjoi erstmals im Eastern-Europe-Cup und belegte dabei die Plätze 106 und 96 im Sprint und den 92. Platz über 10 km Freistil. Bei den Nordischen Junioren-Skiweltmeisterschaften 2019 in Lahti gewann sie die Silbermedaille mit der Staffel. Zudem wurde sie dort Neunte über 5 km Freistil. Ihre besten Platzierungen im folgenden Jahr bei den Nordischen Junioren-Skiweltmeisterschaften in Oberwiesenthal waren der neunte Platz über 5 km klassisch und der fünfte Rang mit der Staffel. Zu Beginn der Saison 2020/21 erreichte sie in Werschina Tjoi ihre erste Podestplatzierung im Eastern-Europe-Cup. Im weiteren Saisonverlauf holte sie bei den Nordischen Junioren-Skiweltmeisterschaften 2021 in Vuokatti die Silbermedaille mit der Staffel und die Goldmedaille über 5 km Freistil. Im März 2021 wurde sie russische Juniorenmeisterin im Sprint und im 15-km-Massenstartrennen und startete im Engadin erstmals im Weltcup. Dabei errang sie den 40. Platz im 10-km-Massenstartrennen und holte tags darauf mit dem 27. Platz in der Verfolgung ihre ersten Weltcuppunkte. In der Saison 2021/22 holte sie in Lillehammer mit der Staffel ihren ersten Weltcupsieg und bei den Olympischen Winterspielen 2022 in Peking die Goldmedaille mit der Staffel. Zudem wurde sie dort Siebte im Sprint. Bei den U23-Weltmeisterschaften 2022 in Lygna gewann sie mit der Staffel und über 10 km klassisch jeweils die Bronzemedaille.

## Weltcupsiege im Team
| Nr. | Datum            | Ort         | Disziplin          |
| --- | ---------------- | ----------- | ------------------ |
| 1.  | 5. Dezember 2021 | Lillehammer | 4 × 5 km Staffel 1 |